# Lago Schiffenensee
O Lago Schiffenensee é um lago artificial originário numa barragem. Está localizado no cantão de Fribourg entre as cidades de Friburgo e Laupen.